# Premiér Litvy

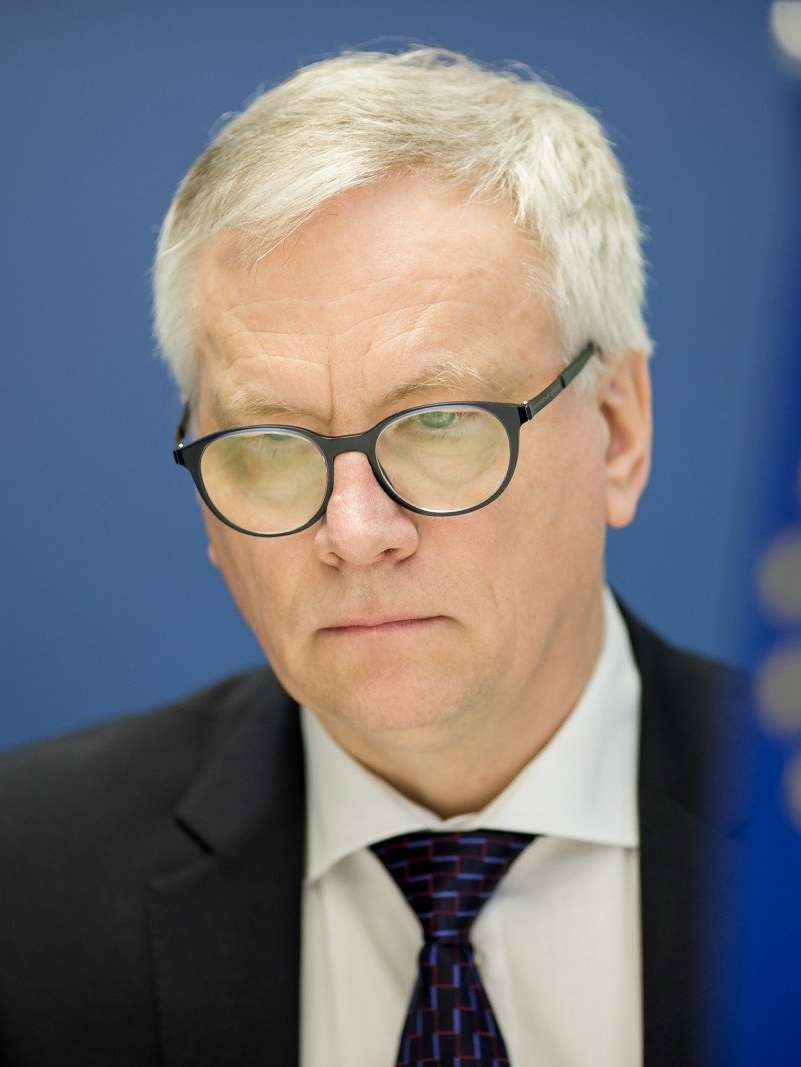
Rimantas Šadžius

Premiér Litvy je hlavou litevské vlády. V litevském poloprezidentském systému má poněkud slabší pozici, než například český premiér. Současný úřad premiéra, existující od roku 1990 (byť označení premiér se používá až od roku 1992), navazuje na úřad premiéra existující v Litvě od jejího vzniku v roce 1918 po jejím násilném připojení k Sovětskému svazu v roce 1940. Za Litevské sovětské socialistické republiky úřad premiéra neexistoval, existovaly však do jisté míry ekvivalentní úřady.
Po demisi vlády Gintautase Paluckase vede od srpna 2025 vládu Rimantas Šadžius. 

## Premiéři Litvy 1918–1940
- Augustinas Voldemaras (1918)
- Mykolas Sleževičius (1918–1919)
- Pranas Dovydaitis (1919)
- Ernestas Galvanauskas (1919–1920)
- Kazys Grinius (1920–1922)
- Ernestas Galvanauskas (1922–1924)
- Antanas Tumėnas (1924–1925)
- Vytautas Petrulis (1925)
- Leonas Bistras (1925–1926)
- Mykolas Sleževičius (1926)
- Augustinas Voldemaras (1926–1929)
- Juozas Tūbelis (1929–1938)
- Vladas Mironas (1938–1939)
- Jonas Černius (1939)
- Antanas Merkys (1939–1940)

## Období počátku sovětské okupace
- Justas Paleckis (1940)
- Vincas Krėvė-Mickevičius (1940)

## Ekvivalentní úřady Litevské SSR
Předseda Rady lidových komisařů
- Mečislovas Gedvilas (1940–1946)

Předseda Rady ministrů
- Mečislovas Gedvilas (1946–1956)
- Motejus Šumauskas (1956–1967)
- Juozas Maniušis (1967–1981)
- Ringaudas Bronislovas Songaila (1981–1985)
- Vytautas Sakalauskas (1985–1990)

## Premiéři Litvy od roku 1990
- Kazimira Danutė Prunskienė (1990–1991)
- Albertas Šimėnas (1991)
- Gediminas Vagnorius (1991–1992)
- Aleksandras Algirdas Abišala (1992)
- Bronislovas Lubys (1992–1993)
- Adolfas Šleževičius (1993–1996)
- Laurynas Mindaugas Stankevičius (1996)
- Gediminas Vagnorius (1996–1999)
  - Irena Degutienė (1999, výkonný premiér)
- Rolandas Paksas (1999)
  - Irena Degutienė (1999, výkonný premiér)
- Andrius Kubilius (1999–2000)
  - Rolandas Paksas (2000–2001)
- Eugenijus Gentvilas (2001, výkonný premiér)
- Algirdas Mykolas Brazauskas (2001–2006)
  - Zigmantas Balčytis (2006, výkonný premiér)
- Gediminas Kirkilas (2006–2008)
- Andrius Kubilius (2008–2012)
- Algirdas Butkevičius (2012–2016)
- Saulius Skvernelis (2016–2020)
- Ingrida Šimonytėová (2020–2024)
- Gintautas Paluckas (2024–2025)
- Rimantas Šadžius (od 2025)